# Elche Club de Fútbol (fútbol sala)
El Elche C. F. Sala, S. A. D. es la sección de fútbol sala del Elche Club de Fútbol fundada en 2012.

## Historia
El Elche CF Sala se fundó oficialmente en el año 2012. Comenzó participando en el grupo 15 de la Tercera División, quedando campeón de liga y logrando el ascenso a Segunda División B. Aunque la Liga Nacional de Fútbol Sala le ofreció una plaza para la temporada 2013-2014 en la Segunda División por la vacante de un equipo, siendo aceptada la misma. En dicha temporada el equipo ilicitano consiguió la tercera posición de liga y jugó los playoffs por el ascenso a primera. Jugando y perdiendo la final. En la siguiente temporada, consiguió ser segundo clasificado y nuevamente jugar playoffs de ascenso a Primera División.
Finalmente se obtendría el ansiado ascenso a Primera División al ser expulsado el Brihuega FS, la LNFS tras esa expulsión, ratificó el ascenso al comprobar que habían cumplido con todos los requisitos que exige la normativa de la Asociación. La temporada 2015-16 sería la única en la categoría, descendiendo al finalizar la misma.
En la temporada de regreso a Segunda División logra clasificar a playoffs y llegar a la final de los mismos, en la cual se pierde la posibilidad de ascensos contra O Parrulo Ferrol. La temporada 2018-19 fue muy compleja en su desarrollo, evitando el equipo el descenso a Segunda División B en la última jornada. Con un proyecto renovado, en la siguiente temporada, nuevamente se disputó una final por el ascenso a la máxima categoría. Disputando y perdiendo, en formato de playoff express (a 1 solo partido), ese encuentro frente a UMA Antequera.

## Trayectoria
| Temporada | División         | Posición |
| --------- | ---------------- | -------- |
| 2012-13   | Tercera División | 1.º      |
| 2013-14   | Segunda División | 3.º      |
| 2014-15   | Segunda División | 2.º      |
| 2015-16   | Primera División | 15.º     |
| 2016-17   | Segunda División | 12.º     |

| Temporada | División         | Posición |
| --------- | ---------------- | -------- |
| 2017-18   | Segunda División | 5.º      |
| 2018-19   | Segunda División | 13.º     |
| 2019-20   | Segunda División | 5.º      |

- 1 temporada en Primera División
- 6 temporadas en Segunda División
- 1 temporada en Tercera División

## Palmarés

### Torneos Nacionales
- Tercera División: 1 (2012-2013)[4]

### Torneos amistosos
- Trofeo Festa d'Elx: 3 (2012),[5] (2015), (2018)[6]